# Midden-Noord-Brabant
Midden-Noord-Brabant is een regio in het midden van de provincie Noord-Brabant. De regio werkt veel samen met West-Noord-Brabant in onder andere de Veiligheidsregio Midden- en West-Brabant. De stad Tilburg vormt het hart van de regio.

## Gemeenten
De drie grootste kernen in de regio zijn Tilburg, Waalwijk en Oisterwijk.
| - Alphen-Chaam - Altena - Baarle-Nassau - Dongen - Gilze en Rijen - Goirle |  | - Hilvarenbeek - Loon op Zand - Oisterwijk - Tilburg - Waalwijk |

## Toeristische attracties
- Attractiepark De Efteling
- Nationaal Park De Loonse en Drunense Duinen
- Safaripark de Beekse Bergen

Oost-Groningen · Delfzijl en omgeving · Overig Groningen · Noord-Friesland · Zuidwest-Friesland · Zuidoost-Friesland · Noord-Drenthe · Zuidoost-Drenthe · Zuidwest-Drenthe · Noord-Overijssel · Zuidwest-Overijssel · Twente · Veluwe · Achterhoek · Arnhem/Nijmegen · Zuidwest-Gelderland · Utrecht · Kop van Noord-Holland · Alkmaar en omgeving · IJmond · Agglomeratie Haarlem · Zaanstreek · Groot-Amsterdam · Het Gooi en Vechtstreek · Agglomeratie Leiden en Bollenstreek	 · Agglomeratie 's-Gravenhage · Delft en Westland · Oost-Zuid-Holland · Groot-Rijnmond · Zuidoost-Zuid-Holland · Zeeuws-Vlaanderen · Overig Zeeland · West-Noord-Brabant · Midden-Noord-Brabant · Noordoost-Noord-Brabant · Zuidoost-Noord-Brabant · Noord-Limburg · Midden-Limburg · Zuid-Limburg · Flevoland